# Боярка
Бо́ярка (укр. Бо́ярка) — город в Фастовском районе Киевской области Украины, административный центр Боярской городской общины. Железнодорожная станция.
Статус города Боярка получила 30 декабря 1956 при объединении территорий Боярки-Будаевки и Новой Тарасовки.
Территория ~ 1233 га (на 2017 год). Расстояние до Киева — 9.1 км (дорога Т1012). Имеет центральную городскую больницу. До 2020 года: центральную районную больницу Киево-Святошинского района.

## Население
Численность населения: 1939 — 8,6 тыс.; 1959 — 19,5 тыс. По состоянию на 2012 год в городе около 35 тысяч жителей.

### Языковой состав
Родной язык населения по данным переписи 2001 года:
| Язык       | Численность, чел. | Доля     |
| ---------- | ----------------- | -------- |
| Украинский | 29 759            | 86,25 %  |
| Русский    | 4 522             | 13,11 %  |
| Другое     | 221               | 0,64 %   |
| Итого      | 34 502            | 100,00 % |

Украинский язык является единственным официальным и основным языком города.
По данным Государственной службы статистики Украины в 2023/24 учебном году все 237 624 учащихся в учреждениях общего среднего образования в Киевской области обучались в украиноязычных классах.

## История

### Древние упоминания

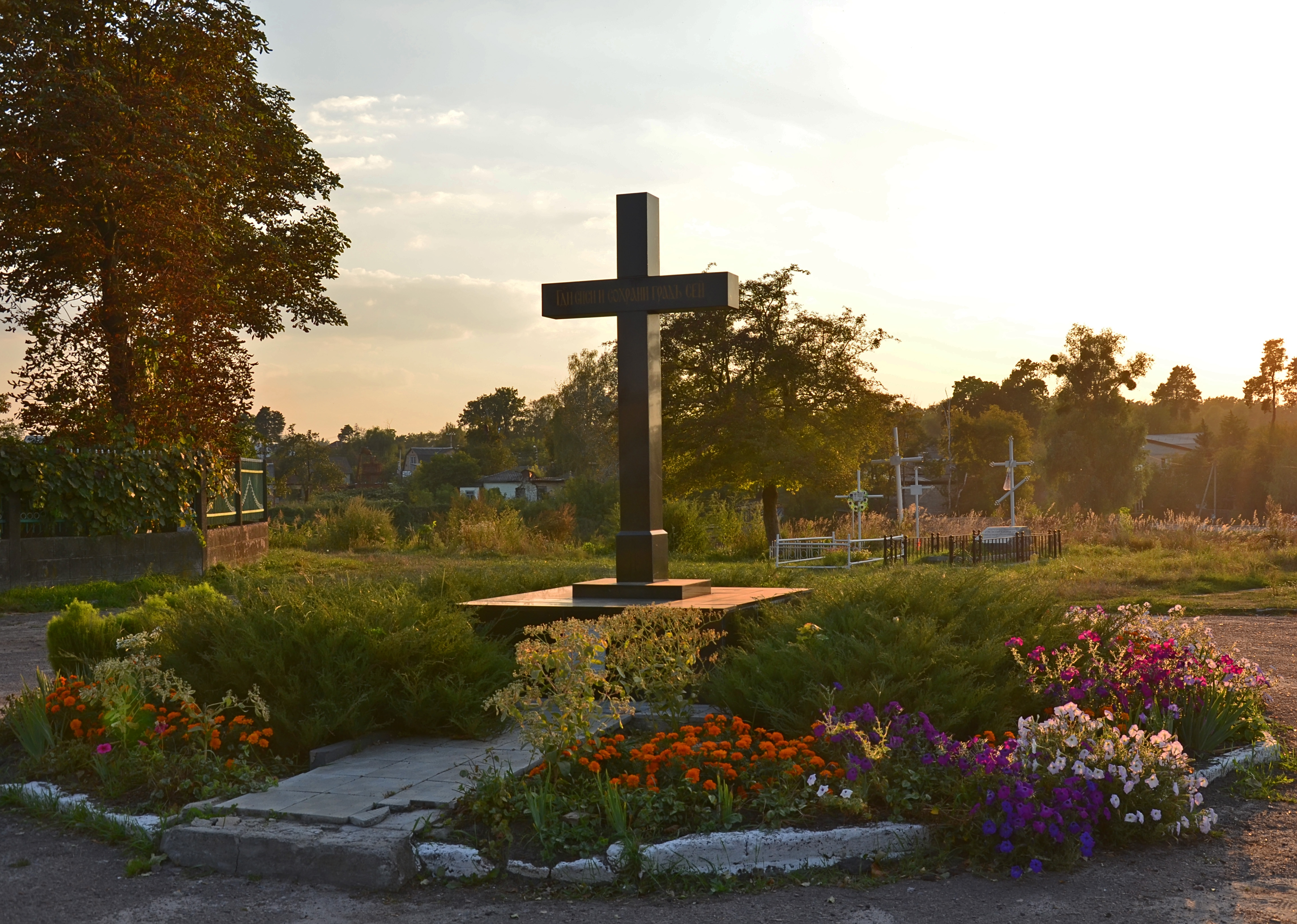
Городище, археологический памятник

Территория современной Боярки заселена давно. Вблизи города обнаружены поселения скифских времён (VIII—VII вв. до н. э.). Сохранились остатки небольшого славянского городища, сооружённого во времена Древней Руси.
Это городище Будаевка — фортификационное сооружение, которое представляет собой холм, на котором сейчас стоит местная Свято-Михайловская церковь и размещено старое кладбище. Размер, форма, даже то, что городище со всех сторон омывается водой, является свидетельством искусственного происхождения холма и даёт основания считать его оборонительным сооружением, которое в те времена называли — весь. Это городище охраняется государством, как исторический памятник.

### Средневековье и Новое время

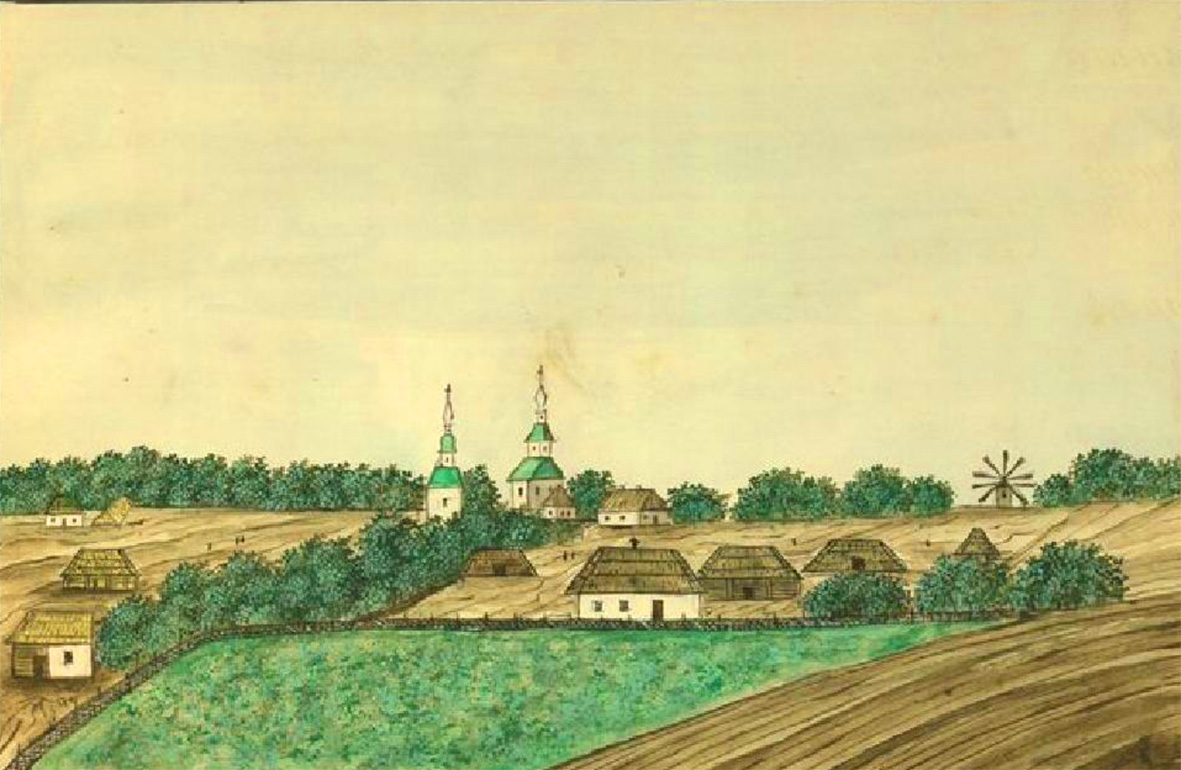
Доминик Пьер де ля Флиз. Боярка (1854)

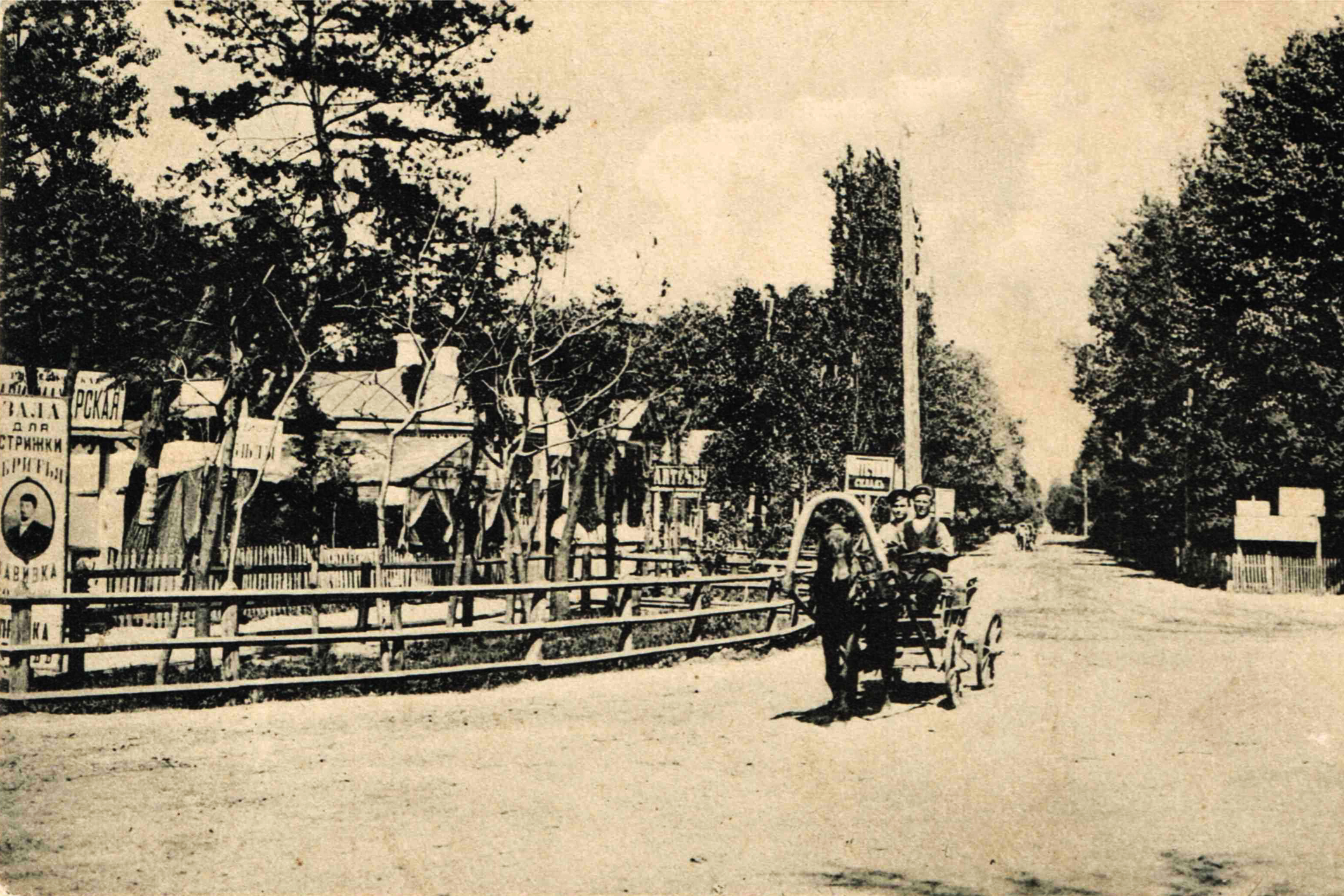
Дачи

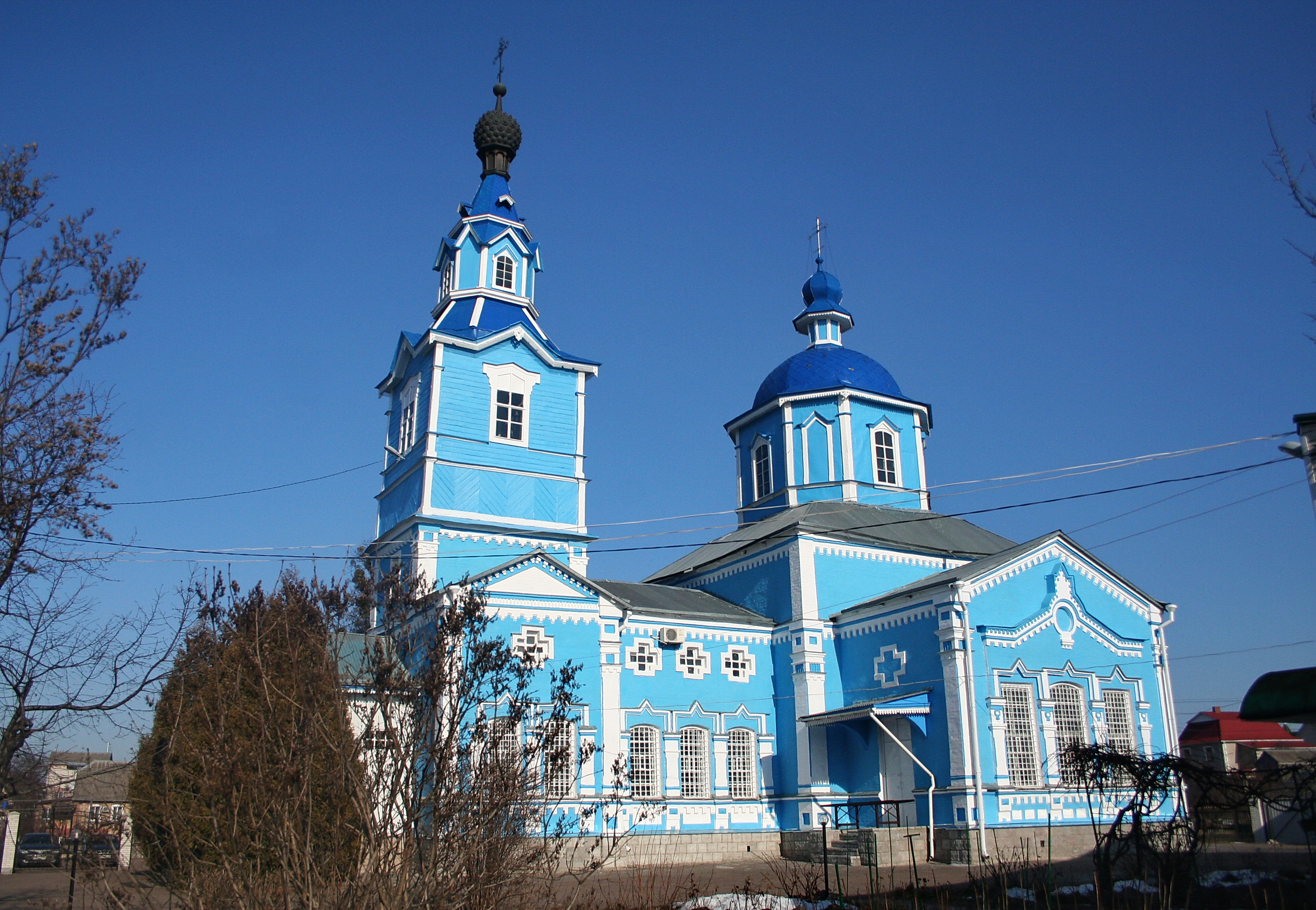
Михайловская церковь

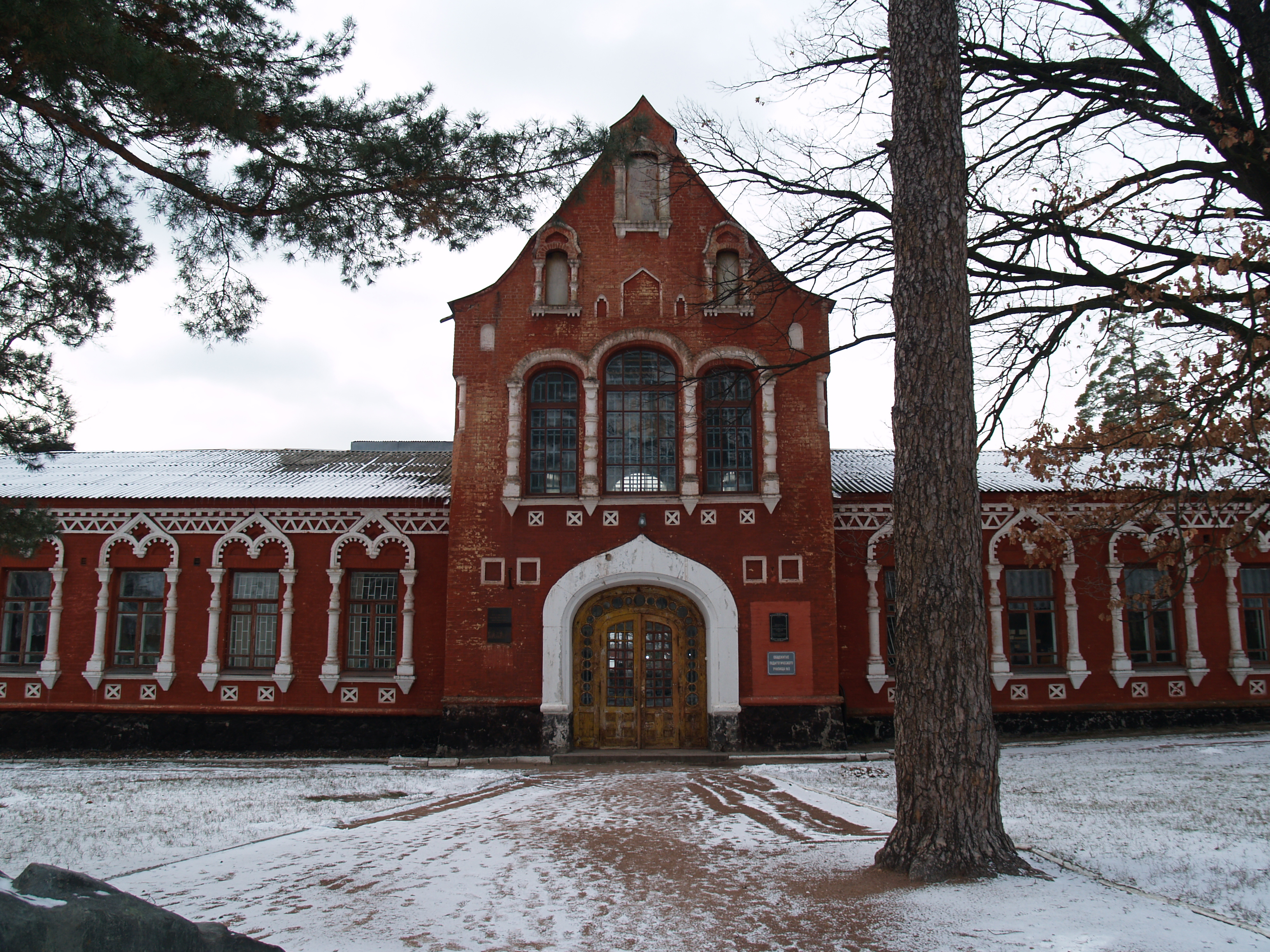
Бывший дом Боярского приюта

Впоследствии на этом месте возникло село Городище-Будаевка, первое упоминание о котором в исторических документах относится к началу XVI века. Тогда эта территория находилась под властью Великого княжества Литовского, а после Люблинской унии 1569 года оно вошло в состав Речи Посполитой. Будаевку на некоторое время захватили князья Корецкие, которые владели Белогородкой, но 20 октября 1586 года будаевские земли обследовал князь Острожский и в этом же году король Речи Посполитой Стефан Баторий их передал настоящему собственнику — Киево-Печерскому монастырю.
Согласно Андрусовскому договору между Русским государством и Речью Посполитой, 1667 года посёлок закреплён за Левобережной Гетманщиной и вошёл в состав Киевского полка.
Обладателем посёлка была — Киево-Печерская Лавра с лаврским двором, келиями и деревянной церковью. Документы упоминают 131 человека лаврских подданных.
После секуляризации монастырских земель, Будаевка стала государственным селом. Входило в состав Глеваской волости Киевского уезда Киевской губернии.
Новая страница жизни Боярки-Будаевки началась по строительству в 60-х годах XIX века железной дороги Киев-Фастов, проходившей мимо села Будаевка. Железнодорожная станция, возникла здесь в 1870 году, получила название от соседнего села Боярки... Возле станции Боярка начало расти новое дачное поселение, которое вскоре слилось с с. Будаевка. С 80-х годов XIX века эта местность стала известной как лечебно-климатический курорт для людей с заболеваниями лёгких.

### Упоминания в исторических документах
- Лаврентий Похилевич в «Сказании о населённых местностях Киевской губернии» (1864 год) пишет:
  - «Боярка — в 5-ти верстах западнее Крюковщины, при притоке ручья Веты, летом пересыхающем. Жителей обоего пола 783 и евреев 12. В прошлом веке принадлежала к имениям Киево-Михайловского монастыря.
  - Церковь Успенская, деревянная, 5-го класса; земли имеет 68 десятин; построена на место давнейшей в 1810 году священником Давыдом Компаном.
  - К приходу причислена деревня Будаевка, в 3-х верстах отстоящая. Жителей в ней обоего пола 500. Деревня эта с восточной стороны примыкает к полям, по которым разбросаны какие-то древние курганы, а с другой к самому бору. В самой деревне находится земляное укрепление, свидетельствующее о древности поселения. С незапамятных времён в замковище Будаевки находилась деревянная церковь, которая в 1820 году сгорела. На место её в 1854 году построена из остатков Желянской церкви новая, в которой по временам совершалось богослужение; поземельных и других фундушей не имеет. Однако в 1860 году к церкви этой назначен священник и причетник на содержание прихожан по их просьбе».

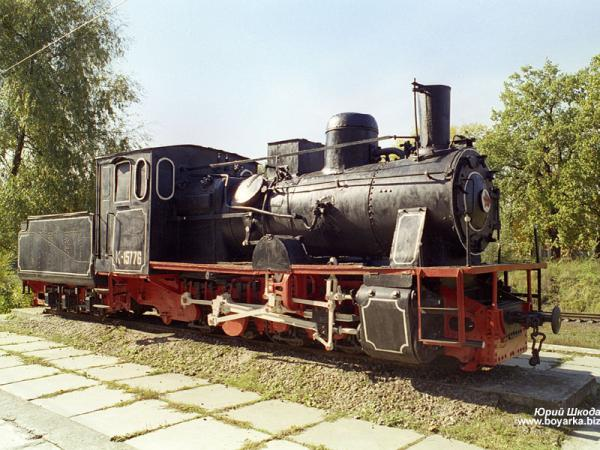
Паровоз К-157-76

В 1917 году село входит в состав Украинской Народной Республики. Со времени установления советской власти, с 1912 по 1923 годы — Будаевка является центром Будаевской волости Киевского уезда. В 1923—1930 годах — центр Будаевского района. 1930 года Боярка-Будаевка входит в Киевский горсовет, затем — в Киевский район, в 1944 советская администрация переименовала в Киево-Святошинский. 20 октября 1938 года Боярка-Будаевка получила статус посёлка городского типа.

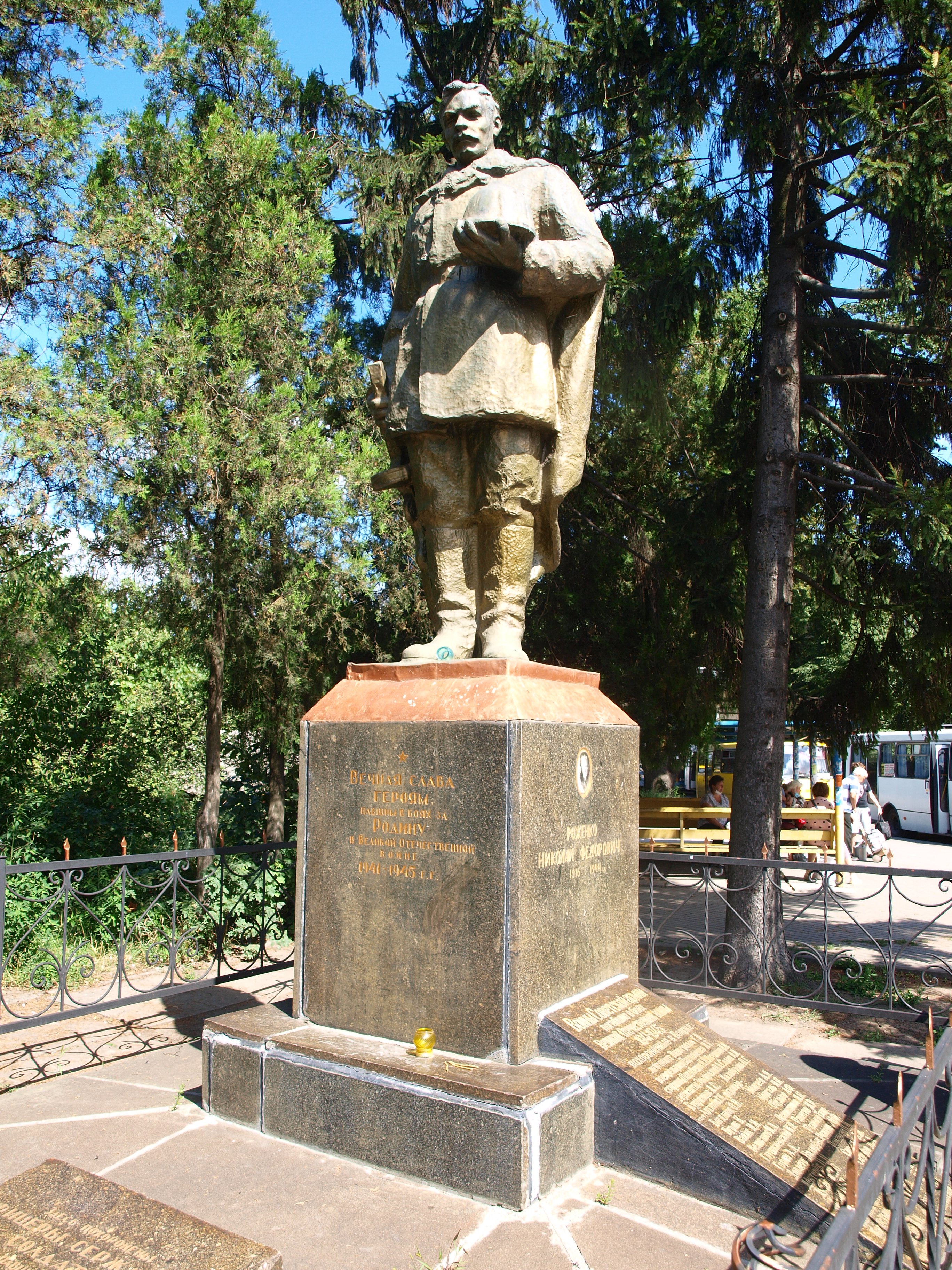
Памятник на братской могиле

В связи с началом строительства оборонительных сооружений мимо Боярки прошла линия Киевского укрепленного района. Впоследствии, в 1939 году, после подписания договора ненападении с Германией, она была законсервирована. И только на третий день Великой Отечественной войны командующий Юго-Западным фронтом генерал М. П. Кирпонос дал директиву о формировании частей Киевского укреплённого района. 8 июля строительство первой линии, которая проходила через населенные пункты Борки — Белогородку — Боярку — Виту-Почтовую, было завершено. При этом использовался труд местного населения.
Целых два месяца шли бои на территории района между германскими и советскими войсками. Боярка была оккупирована 1 августа 1941 года, а освобождена 5 ноября 1943 года.
В 1947 году рядом с городом был проложен магистральный газопровод Дашава-Киев и построена компрессорная станция. У неё началось строительство поселка газовиков. С 1955 года вся территория между этим поселком и Бояркой была отведена под индивидуальную застройку.
Статус города Боярка получила 30 декабря 1956 года, когда были объединены в единый город отдельные населённые пункты — Боярка, Будаевка, Новая Тарасовка и посёлок Газовиков. Население города в то время составило около 10 тыс. человек.
Значительно вырос город за последние 30 лет прошлого века. В течение этих лет построены и введены в действие: машиностроительный завод «Искра»; современные многоэтажные жилые дома (общей площадью более 620 тыс. м²); среднюю общеобразовательную школу № 5; районная классическая гимназия; центр творчества детей и молодежи «Оберег»; городская библиотека; районный Дом торжественных событий; поликлиника и новый лечебный корпус районной больницы; областная детская больница на ул. Крещатик; спортивный зал; бассейн «Прометей»; автоматическая телефонная станция; отделение связи № 4; аптека № 5.

### XXI век
- В 2006—2010 годах мэром города являлся Т. Г. Добривский|  | В статье не хватает ссылок на источники (см. рекомендации по поиску). Информация должна быть проверяема, иначе она может быть удалена. Вы можете отредактировать статью, добавив ссылки на авторитетные источники в виде сносок. (15 ноября 2022) |.
- В 2015 году мэром был выбран кандидат от политической партии «Новi обличчя» А. А. Зарубин.

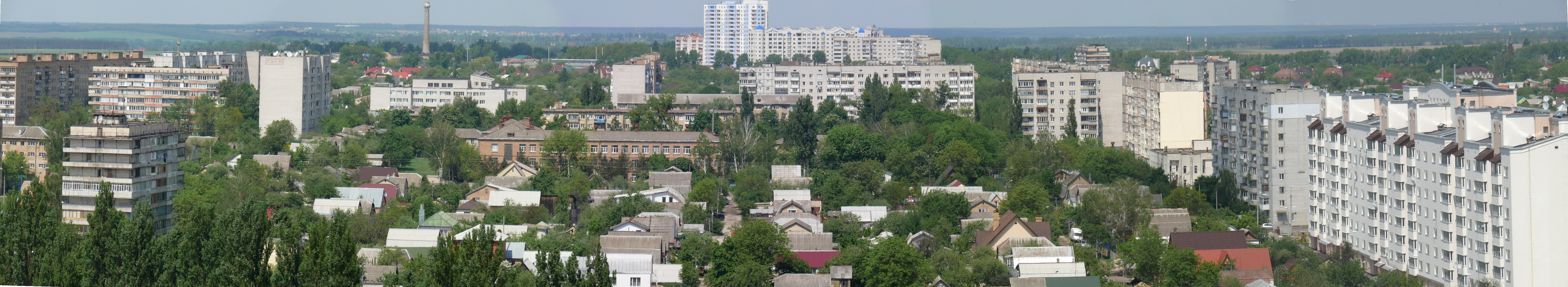
Боярка. Заводской микрорайон

Железная дорога разделяет город на две части:
- Юго-восточная часть (историческая часть города) — это жилой сектор частной застройки (около 7 тыс. жилых домов);
- Северо-западная часть (Новая Боярка) — более 30 многоквартирных домов и частный сектор.

В городе Боярка имеется уникальная достопримечательность: сохранился едва ли не единственный в стране уникальный паровоз К-15776 («кукушка»).

## Города-побратимы
| Город  | Страна   | Дата договора |
| ------ | -------- | ------------- |
| Пулавы | Польша   | 2001          |
| Несвиж | Беларусь | 2007          |

## Транспорт

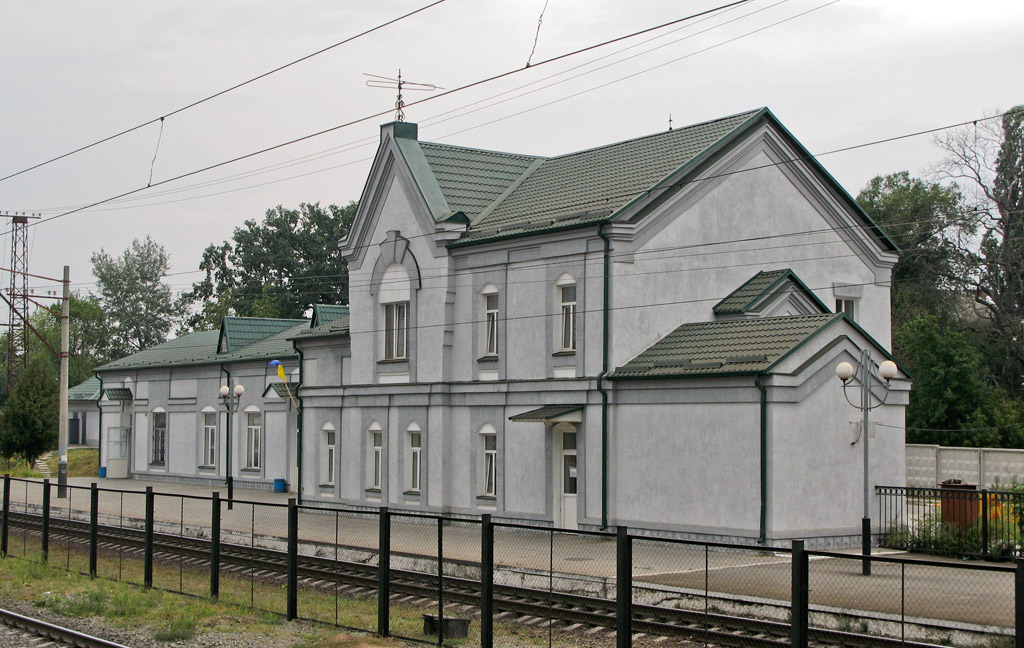
Железнодорожная станция

Боярка имеет удачное географическое положение. В столицу можно добраться с помощью железной дороги за 30 мин. и автотранспорта (маршрутным такси) за 1 час 20 мин. В направлении Киева и обратно, каждые 5-10 мин. курсируют 7 маршрутов, которым можно добраться любой окраине правого берега столицы. Город имеет 6 маршрутов маршрутного такси. Стоимость проезда по городу по состоянию на 10.01.19 составляет 6 грн. 00 коп. Город граничит с Одесской трассой, имеет одну железнодорожную станцию Боярка и остановочную платформу Тарасовка. На станции «Боярка» останавливаются электропоезда повышенного комфорта дальнего следования, и пригородные электропоезда. Имеющиеся 5 отделений связи, в одном из которых расположен переговорный пункт, с которого можно позвонить в любую точку земного шара. Отделение связи в полной мере обеспечивают потребности населения.

## Экономика

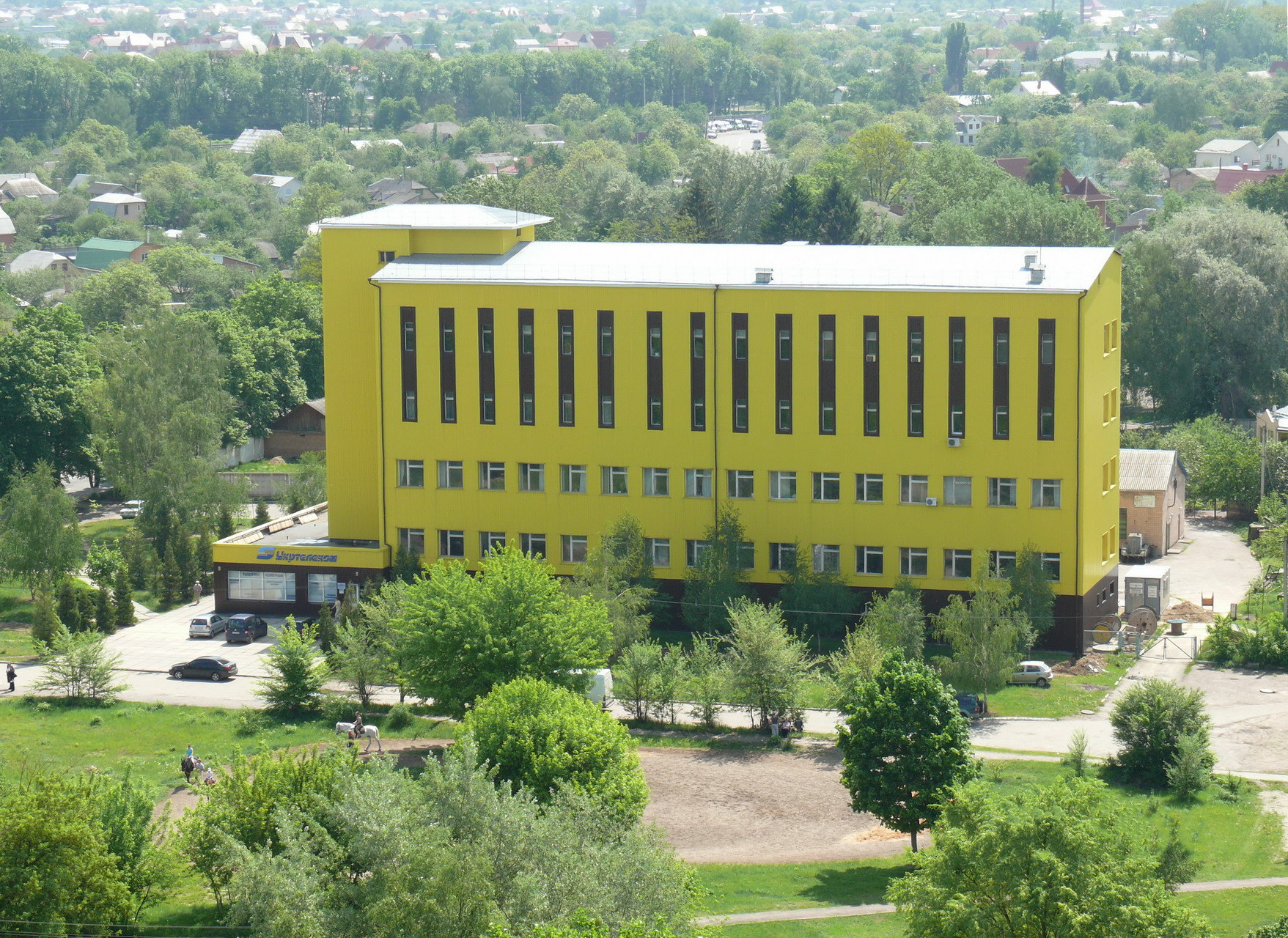
Здание Укртелекома

Основными производственными предприятиями города являются:
- Производственное ремонтно-техническое предприятие «Укргазенергосервіс»
- Филиал управления «УКРГАЗТЕХЗВ’ЯЗОК» ПАТ «УКРТРАНСГАЗ»
- Боярское линейное управление магистральных газопроводов;
- завод «Вентс»; ВАТ «Арксі»;
- ЗАТ Боярськая швейная фабрика «Мальва»;
- Боярськая Лесоопытная станция;
- ТОВ «Меблева фабрика LATO»
- ТОВ «Силует»
- ПрАТ «БМУ № 33» и другие.

Около 900 предприятий занимаются торговой деятельностью

## Образование
- 5 общеобразовательных школ

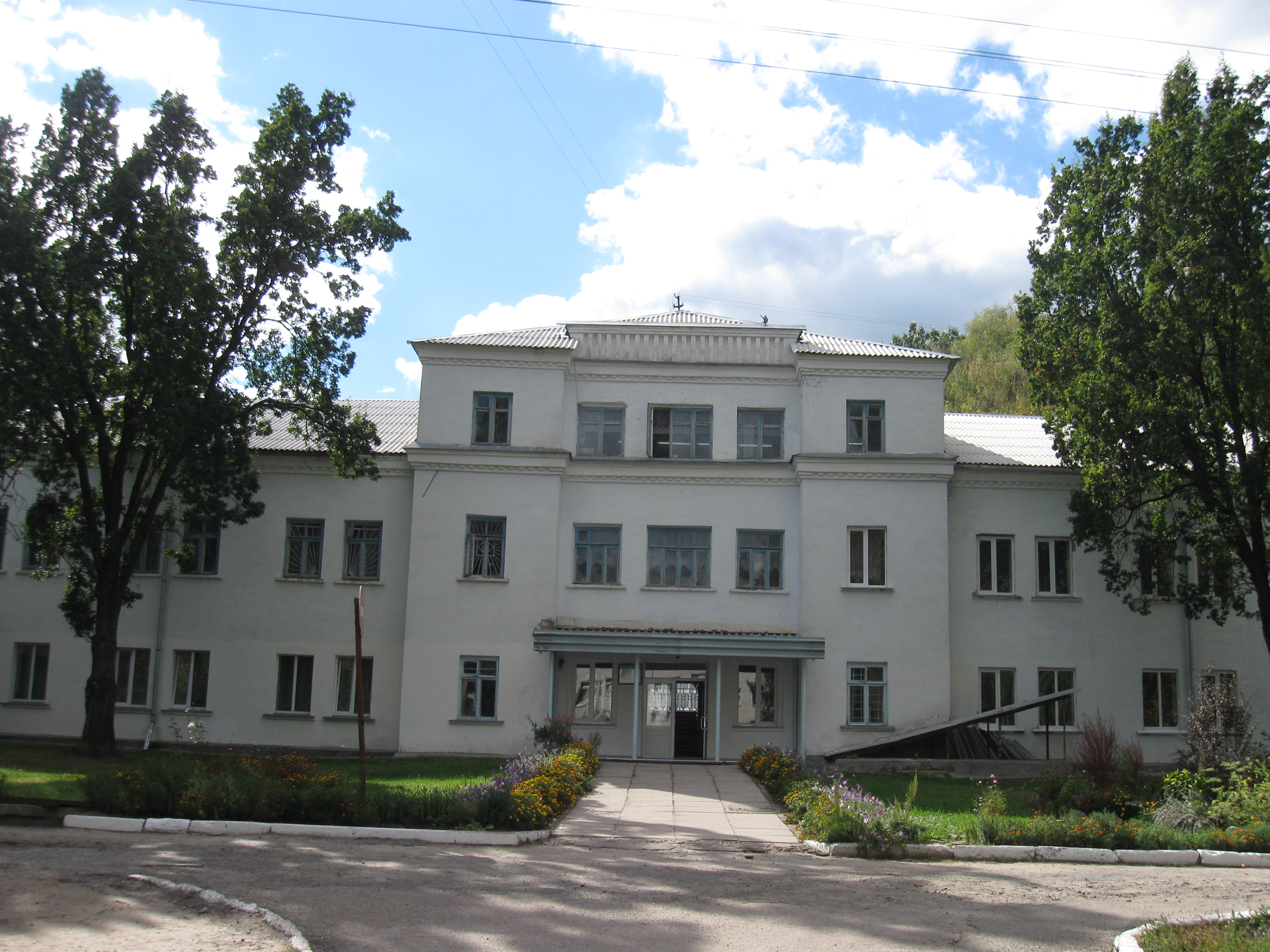
Коледж экологии и природных ресурсов, корпус № 2

- Боярский учебно-воспитательный комплекс «Гимназия І-ІІІ ступеней» (Раньше — Киево-Святошинская районная классическая гимназия)
- 7 детских садов
- Боярский центр детского творчества «Оберіг»
- Детский центр «Кузя»
- Частная общеобразовательная школа для девочек І-ІІ ступени «Леди»
- Музыкальная школа
- Спецшкола для детей с ослабленным зрением
- ІІ детских дома (1 — для детей до 3-х лет; 2 — для детей до 18 лет) (Источник?)
- Боярский колледж экологии и природных ресурсов (специальное образование) при Национальном университете биоресурсов и природопользования (НУБиП)

## Культура, рекреация и досуга, памятники

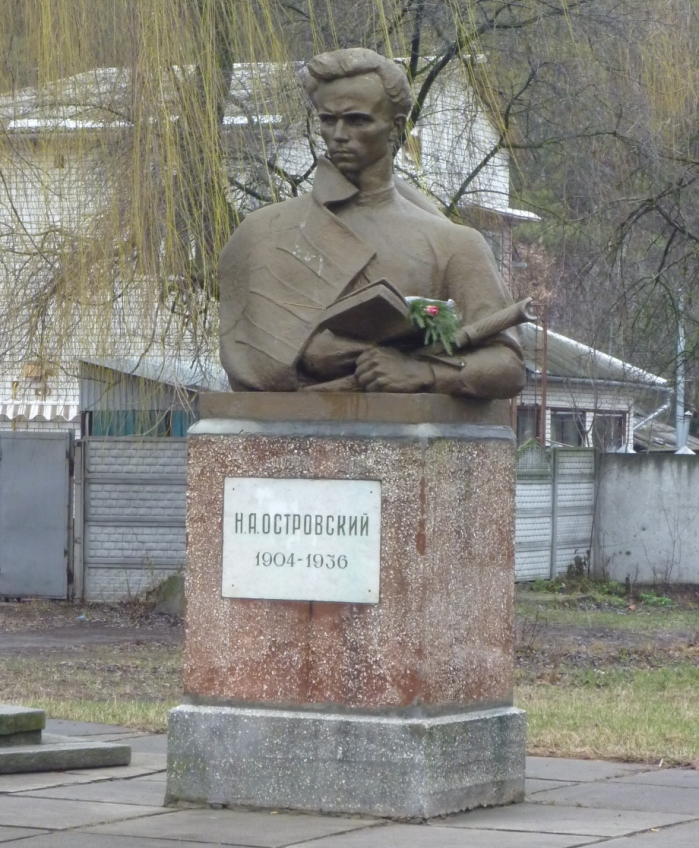
Памятник Островскому

В Боярке есть краеведческий музей (создан на базе литературно-мемориального музея Н. А. Островского), который занимается сохранением исторических и культурных ценностей. Коллекция музея насчитывает более 9000 предметов основного и научно-вспомогательного фондов. Музей проводит просветительско-воспитательную работу, различные выставки, презентации, творческие встречи, которые способствуют превращению музея в центр культурной жизни города и района. Значительное место в экспозиции музея занимают работы художников К. Поляковой и В. Григорьева. В фондах музея хранится более тысячи оригинальных работ этих художников.
В городе расположено более 40 объектов общегосударственного, областного и районного значения. Выгодное местонахождение Боярки в полукруге больших зеленых массивов обусловливает благоприятный микроклимат местности для размещения здесь многих курортно-оздоровительных и лечебных учреждений. Среди них — детский санаторий «Барвинок», Киевская областная детская больница; Киевский областной дом ребёнка, дом отдыха УТОС; Киево-Святошинский центральная районная больница, Киевская областная туб больница. В Боярке также расположен Киево-Святошинский центр социально-психологической реабилитации населения и его информирования по вопросам преодоления последствий Чернобыльской катастрофы, созданный в 2000 г. При содействии Чернобыльской программы ООН.
В городе установлено несколько памятников, отражающих историю города: памятник Николаю Островскому (1971, разрушен в 2014 г. авторы В. Клоков, Г. Одинец); памятник П. Корчагину (арх. А. Харченко, скульп. А. Игнащенко) — 1979 г .; паровоз К-15776 «Кукушка» — 1989 г., установленный на вечную стоянку в Боярке, как символ спасения Киева от топливного кризиса зимой 1921 года. Он — единственный представитель этой серии на территории Украины.
В старой части города находится Будаевское кладбище на улице Зелёной.
Так же в Боярке есть «Веревочный парк (Family Park)» на улице Богдана Хмельницкого, на небольшом удалении от коего располагается стадион «Зенит», а также «Парк Победы», в котором стоит памятник воинам-интернационалистам.

## Галерея

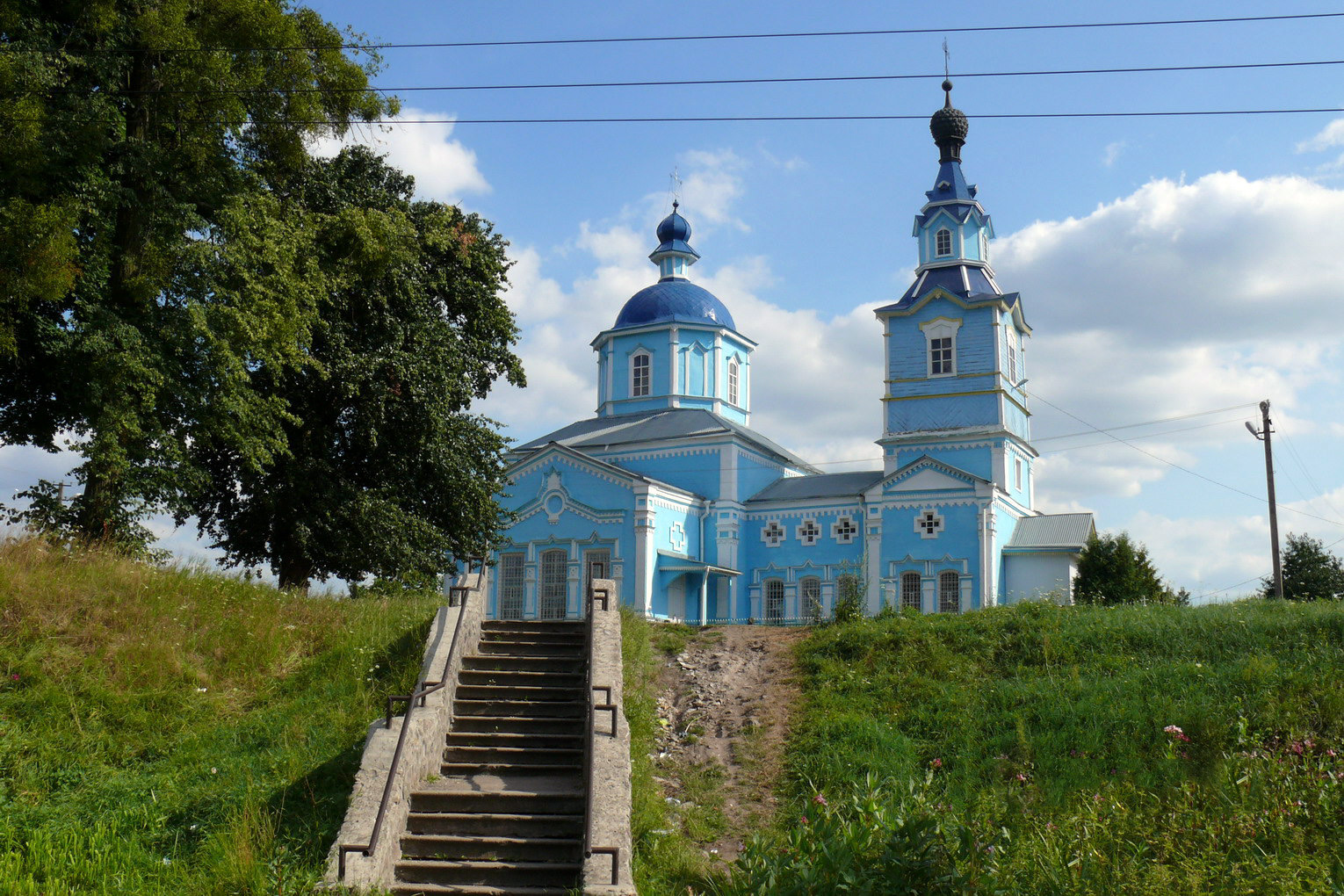
Свято-Михайловская церковь
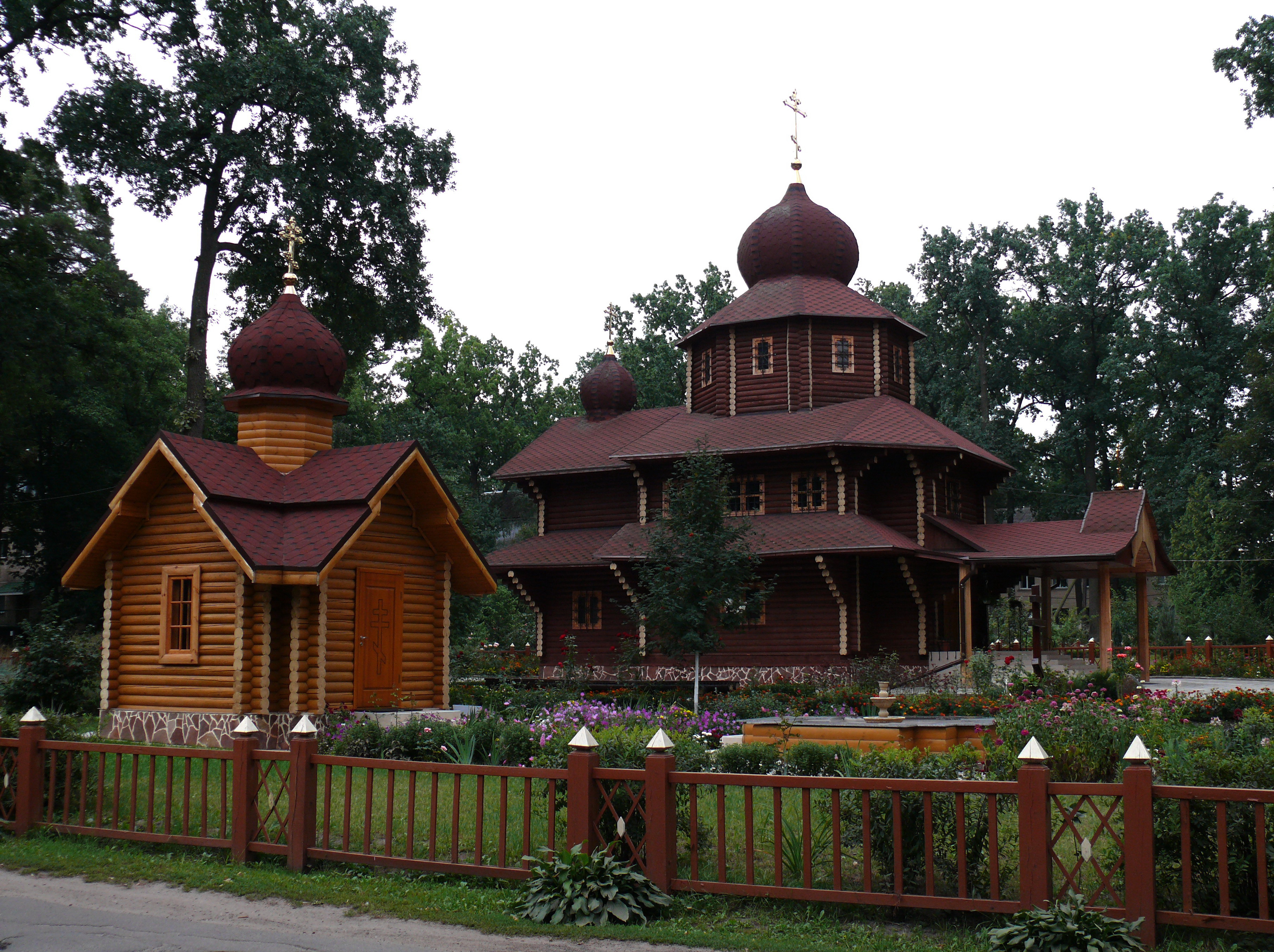
Храм Изнесения Честных Древ Креста Господня
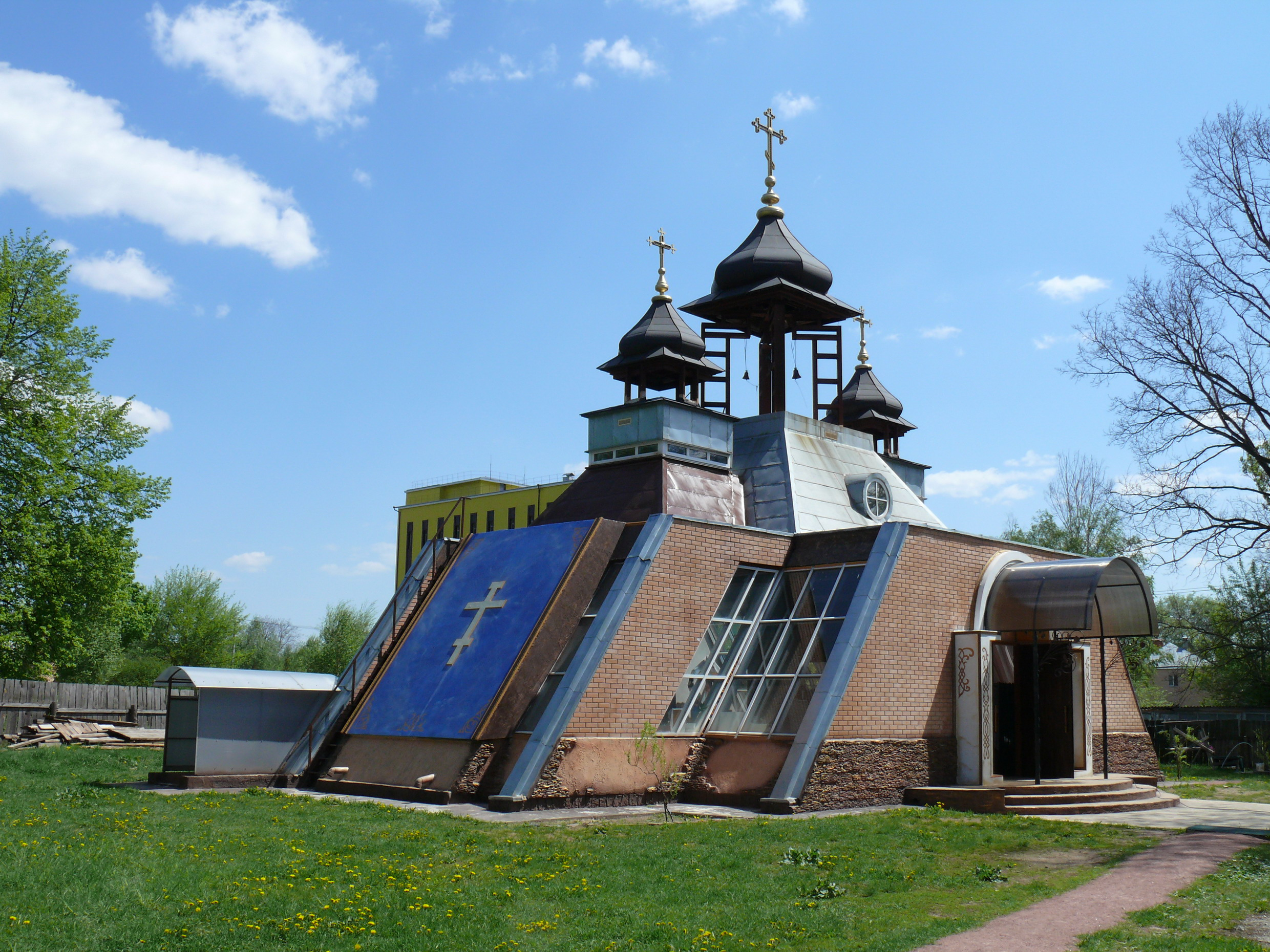
Свято-Покровская церковь
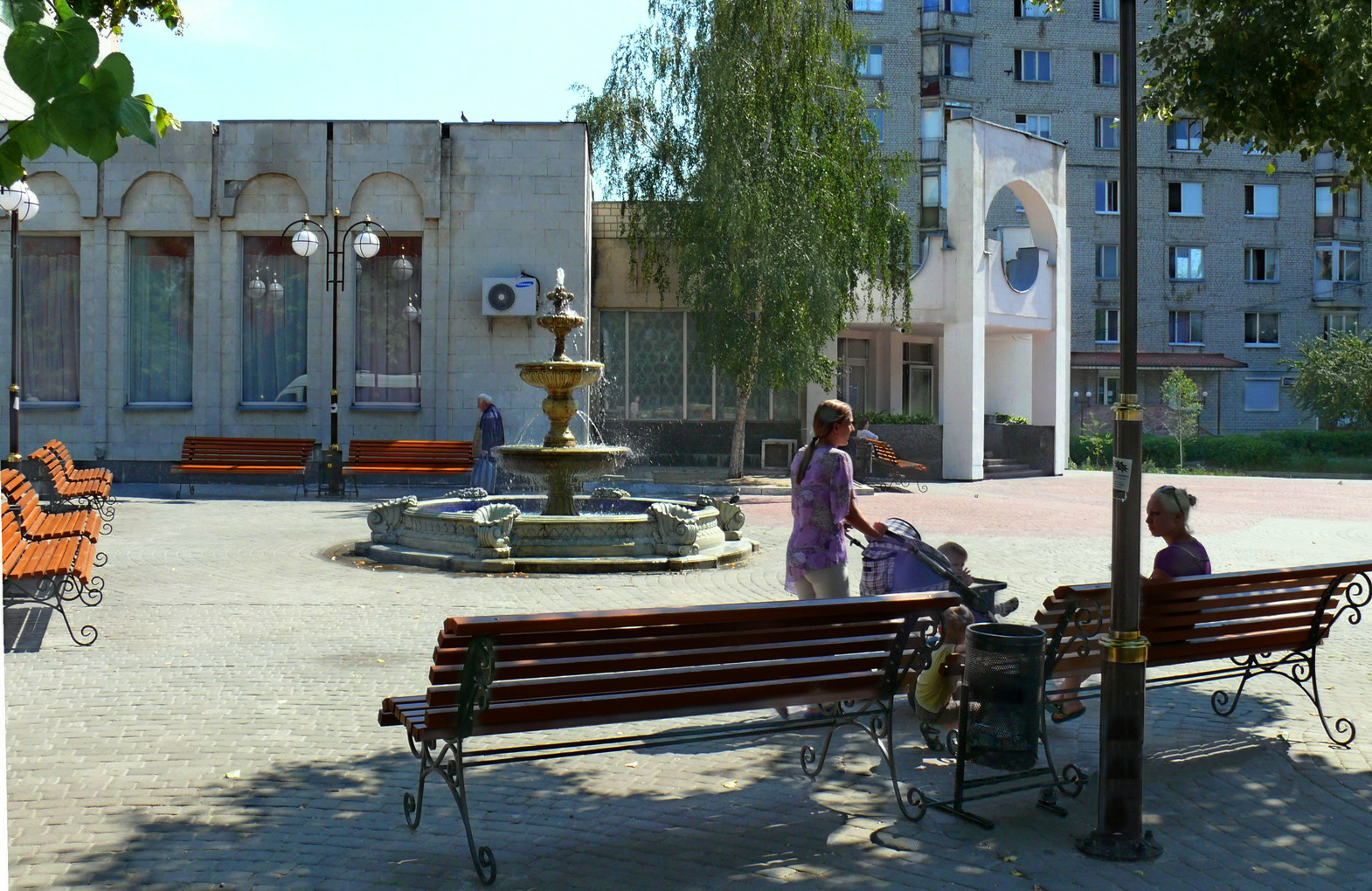
Дворец торжественных событий
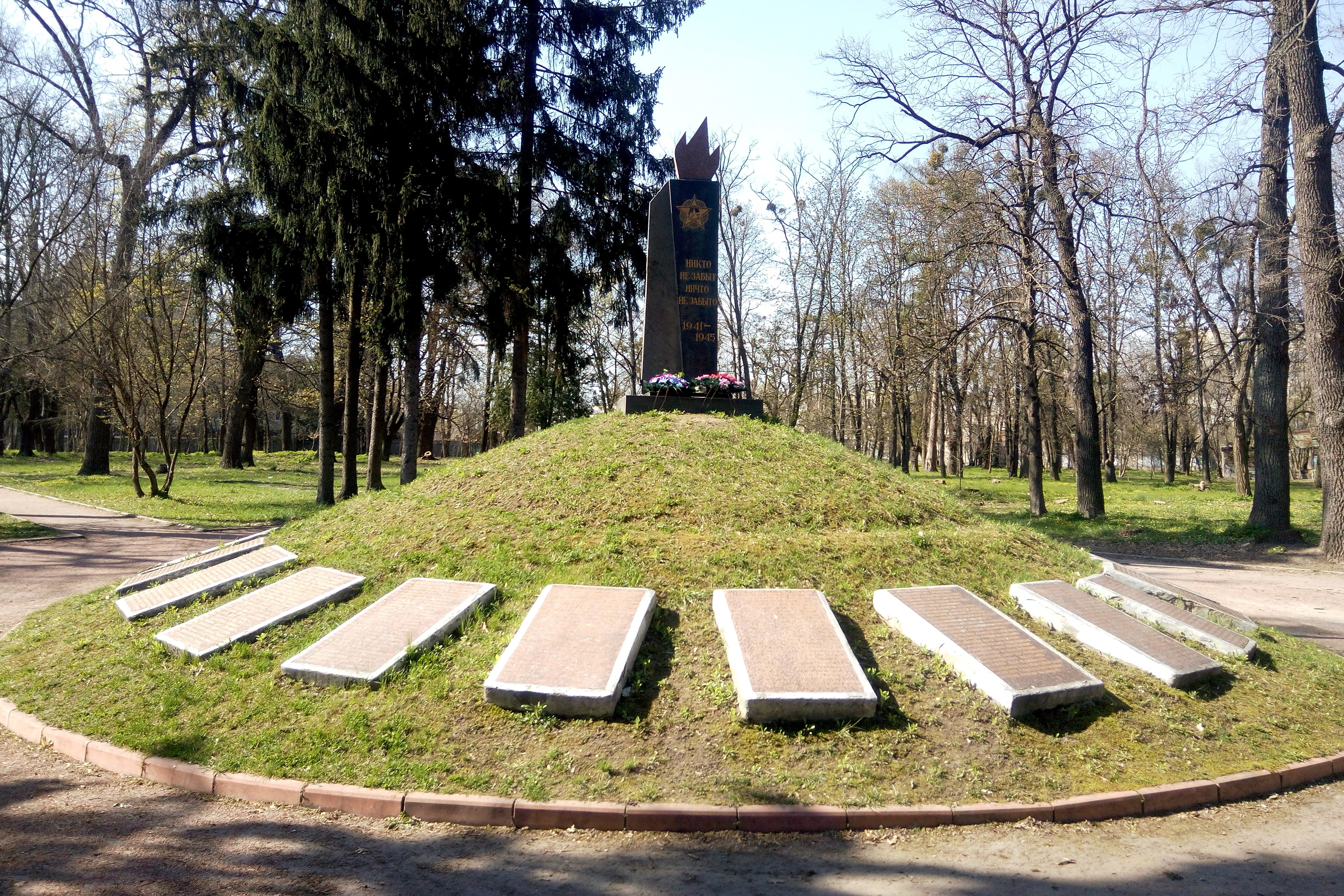
Курган Славы в парке Победы

## Персоналии
- Сергей Владимирович Баленок (род. 1954) — белорусский график и хужожник, один из наикрупнейших иллюстраторов XX века.
- Шолина (Лахтадырь) Галина Семенова (1918—2006) — украинская советская певица (лирическое сопрано), Заслуженная артистка УССР (1950). Солистка Киевского государственного театра оперы и балета
- Евгений Гудзь (род. 1972) — лидер группы «Gogol Bordello».
- Горобец Руслан Борисович (1956—2014) — певец, композитор. Заслуженный артист РФ
- Иван Коваленко — украинский поэт, учитель, диссидент. Умер и похоронен в городе Боярка. Одна из улиц города названа в его честь.

## В литературе
В романе Николая Островского «Как закалялась сталь» комсомольцы проявляют мужество и героизм в зимние холода и снежные заносы, погибают от пуль бандитов и сыпного тифа, прокладывая узкоколейную железную дорогу в декабре 1921 года от станции Боярка к участку леса, где были заготовлены дрова для замерзающего Киева.